# Ласкарис, Ианос
Ианос Ласкарис (греч. Ἰανός Λάσκαρις; около 1445, Константинополь — 7 декабря 1535, Рим), именовался также Ианос Риндакинос (греч.  Ρυνδακηνός ; из Риндакоса, провинциального города в Малой Азии, откуда происходил его род) — известный греческий учёный эпохи Возрождения и дипломат.

## Биография
Ласкарис родился в Константинополе в 1445 году и оставался там и в первые годы после падения Византии. Позже, через Крит, Ласкарис был послан, по указанию Виссариона Никейского, в Венецию. При финансовой поддержке Виссариона Ласкарис учился в университете города Падуя, где преподавал Димитрий Халкокондил, который стал учителем и покровителем Ласкариса. В Падуе он оставался до 1472 года, после чего уехал во Флоренцию. В столице Тосканы Ласкарис преподавал греческую философию и литературу, и одним из самых значительных его учеников был Маркос Мусурос, который прибыл во Флоренцию около 1486 года. Здесь же у него какое-то время учился Максим Грек.
Во Флоренции Ласкарис был призван возглавить Библиотеку Лауренциану. Лоренцо Великолепный, который, несмотря на свои финансовые затруднения, тратил большие суммы на покупку рукописей и оплату переписчиков, послал его в оккупированные османами греческие земли, включая Константинополь, в поисках греческих рукописей. Одновременно с отправкой Ласкариса в Константинополь, Лоренцо преследовал цель разведать политическую обстановку и возможность возродить крестовые походы против мусульман. Ласкарис посетил в 1491 и 1492 годах, среди прочих греческих земель и городов, Фессалоники, Афон, Крит и Константинополь и выкупил около 200 рукописей, которые обогатили Библиотеку Лауренциану.
После смерти Лоренцо Ласкарис некоторое время оставался во Флоренции, а затем, получив приглашение короля Франции Карла VIII, отправился в Париж (1496). Здесь он служил в качестве советника короля Франции и сотрудничал с французскими гуманистами, среди которых был Гийом Бюде. С восхождением на французский трон Людовика XII Ласкарис возглавил дипломатические миссии в Милан и Венецию (1500—1509). Во время своего пребывания в Венеции Ласкарис стал членом Новой Академии и сотрудничал со многими византийскими учёными, среди которых был Маркос Мусурос.
В 1513 году папой стал Лев X, сын Лоренцо, и Ласкарис отправился в Рим просить помощь в развитии греческих исследований и в конечном итоге ему удалось, с помощью Мусуроса, создать Греческую Гимназию (не путать с более поздней Греческой коллегией), в 1514 году. Первым преподавателем стал Каллиергис, в сотрудничестве с которым Ласкарис создал в 1517 году типографию Гимназии.
В следующем году Ласкарис вернулся в Париж и попытался убедить нового короля Франции Франциска I создать Греческую коллегию (которую в конечном итоге создал в 1530 году Гийом Бюде). Он также приложил усилия для создания школ изучения греческого языка и литературы в Милане и Флоренции. В 1525 году, после того как папой был избран Климент VII, который также принадлежал семье Медичи, Ласкарис вернулся в Рим. Новый папа поручил ему миссию примирить короля Франции Франциска и императора Священной Римской империи Карла V, после неудачной для Франции войны и пленения французского короля.
Последние годы своей жизни Ласкарис прожил в Риме, где умер в возрасте 90 лет. На его надгробии была написана эпиграмма которую написал он сам: «В чужой земле погребён Ласкарис. Знай что он не жалеет об этом гостеприимстве. Считает что оно сладкое. Боль заключается в том что Отечество не даёт более свободной земли для захоронения эллинов».
Бюде о Ласкарисе: «Им был Ианос Ласкарис, выдающийся родом и благородством в то время, оставшийся в памяти всех греков как мудрейший муж».

## Издательские труды Ласкариса
Во Флоренции, в период 1494—1496 годов, в сотрудничестве с типографом Лоренцо ди Алопа издал множество работ, среди которых числятся следующие:
- Планудова Антология
- Гимны Каллимаха
- Аргонавтика Аполлония Родосского
- Поэма «Иро и Леандрос» Мусея Грамматика

Некоторые из этих трудов сопровождаются комментариями Ласкариса. Типографический набор обязан своим разнообразием и красотой Ласкарису который был его автором.
С 1517 по 1520 год типография Греческой гимназии издала работы: Сатрые комментарии к Илиаде Гомера, Речи Исократа, Таблица Кебета, Порфирий (философ)-гомеровские вопросы и др.